# Hollandale (Misisipi)
Hollandale es una ciudad del Condado de Washington, Misisipi, Estados Unidos. Según el censo de 2000 tenía una población de 3.437 habitantes.

## Demografía
Según el censo de 2000, había 3.437 personas, 1.104 hogares y 803 familias residiendo en la localidad. La densidad de población era de 592,4 hab./km². Había 1.156 viviendas con una densidad media de 199,3 viviendas/km². El 16,06% de los habitantes eran blancos, el 83,21% afroamericanos, el 0,09% asiáticos y el 0,64% pertenecía a dos o más razas. El 0,76% de la población eran hispanos o latinos de cualquier raza.
Según el censo, de los 1.104 hogares en el 37,1% había menores de 18 años, el 34,9% pertenecía a parejas casadas, el 32,6% tenía a una mujer como cabeza de familia, y el 27,2% no eran familias. El 24,7% de los hogares estaba compuesto por un único individuo, y el 13,0% pertenecía a alguien mayor de 65 años viviendo solo. El tamaño promedio de los hogares era de 3,10 personas y el de las familias de 3,72.
La población estaba distribuida en un 35,4% de habitantes menores de 18 años, un 10,8% entre 18 y 24 años, un 24,9% de 25 a 44, un 18,0% de 45 a 64, y un 11,0% de 65 años o mayores. La media de edad era 28 años. Por cada 100 mujeres había 80,5 hombres. Por cada 100 mujeres de 18 años o más, había 69,9 hombres.
Los ingresos medios por hogar en la localidad eran de 20.135 dólares ($), y los ingresos medios por familia eran 25.313 $. Los hombres tenían unos ingresos medios de 23.194 $ frente a los 17.353 $ para las mujeres. La renta per cápita para la ciudad era de 9.251 $. El 38,6% de la población y el 28,4% de las familias estaban por debajo del umbral de pobreza. El 52,7% de los menores de 18 años y el 24,9% de los habitantes de 65 años o más vivían por debajo del umbral de pobreza.

## Geografía
Según la Oficina del Censo de los Estados Unidos, la localidad tiene un área total de 5,8 km², todos ellos correspondientes a tierra firme.